# Königswinter-Moschee

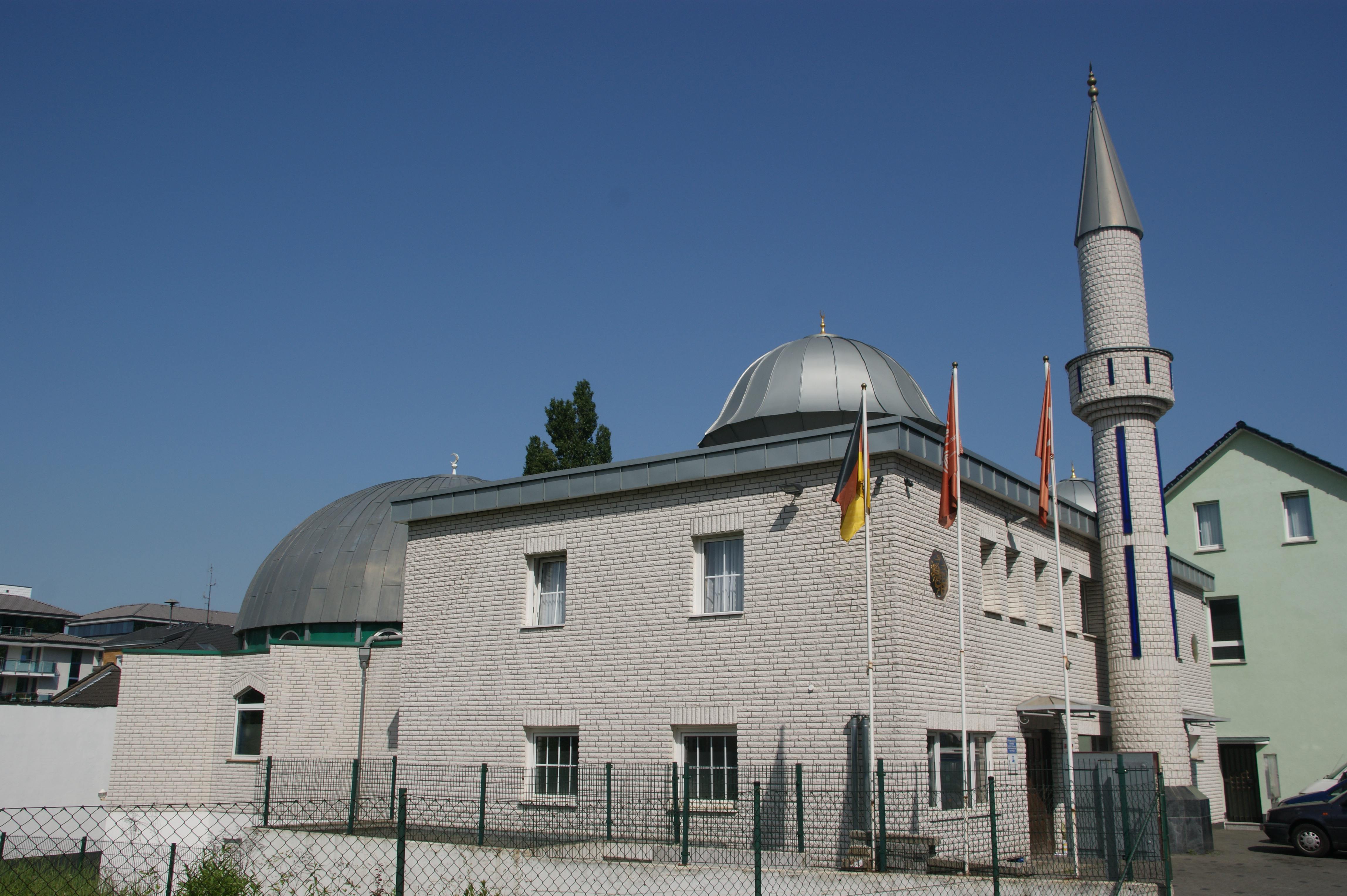
Moschee in Königswinter

Die Königswinter-Moschee in Königswinter gehört einem Moscheeverein mit etwa 150 Mitgliedern und ist dem Verband DITIB angegliedert.
1991 wurde eine ehemalige Gastwirtschaft in eine Moschee umgewandelt.
2001 wurden ein Neubau mit Kuppel und ein Minarett angefügt. Die bisherige Gebetsstätte im Vorderhaus dient nun als Frauenbereich.
Die Neueröffnung der Moschee fand Ende September 2002 statt.